# 부여 김시생 유품 및 천하도·조선도
부여 김시생 유품 및 천하도·조선도는 충청남도 부여군 부여읍에 있다. 2003년 12월 31일 부여군의 향토문화유산 제65호로 지정되었다.